# 25 octobre
Pour les articles homonymes, voir Vingt-Cinq-Octobre.
25 septembre 25 novembre
Chronologies thématiques
- Croisades
- Ferroviaires
- Sports
- Disney
- Anarchisme
- Catholicisme

Abréviations / Voir aussi
- (° 1852) = né en 1852
- († 1885) = mort en 1885
- a.s. = calendrier julien
- n.s. = calendrier grégorien
- Calendrier
- Calendrier perpétuel
- Liste de calendriers
- Naissances du jour

Le 25 octobre est le 298e jour de l'année du calendrier grégorien, 299e lorsqu'elle est bissextile (il en reste ensuite 67).
C'est généralement l'équivalent du 4 brumaire du calendrier républicain ou révolutionnaire français, officiellement dénommé jour de la betterave.

## Événements

### VIIIesiècle
- 732 : bataille de Poitiers qui voit une victoire des Francs, des Aquitains et des Vascons sur des Arabes omeyyades.

### XIIesiècle
- 1131 : sacre de Louis VII le Jeune.
- 1147 : 
  - victoire de Mas`ûd Ier à la bataille de Dorylée, pendant la deuxième croisade.
  - victoire d'Afonso Henriques, qui prend Lisbonne, pendant la deuxième croisade et la Reconquista.
- 1154 : mort du roi d'Angleterre Étienne de Blois.

### XVesiècle
- 1415 : bataille d'Azincourt (guerre de Cent Ans), victoire inattendue majeure des troupes anglaises.

### XVIesiècle
- 1555 : abdication de Charles Quint.

### XVIIIesiècle
- 1722 : sacre de Louis XV.
- 1743 : deuxième pacte de famille.
- 1747 : victoire d'Edward Hawke, à la seconde bataille du cap Finisterre, pendant la guerre de Succession d'Autriche.
- 1760 : George III devient roi de Grande-Bretagne et roi d'Irlande.
- 1798 : combat de Zonnebeke, combat de Moorslede et combat de Hooglede, pendant la guerre des Paysans.

### XIXesiècle
- 1811 : bataille de Sagonte, victoire des troupes de Suchet sur les Espagnols.
- 1854 : bataille de Balaklava, pendant la guerre de Crimée.
- 1867 : bataille de Monterotondo (Risorgimento), victoire des forces garibaldiennes.

### XXesiècle
- 1917 : fin de la bataille de la Malmaison.
- 1938 : en Chine, la ville de Wuhan tombe face à l'Armée impériale japonaise.
- 1941 : Jean Moulin est reçu par Charles de Gaulle, à Londres.
- 1962 : les États-Unis dévoilent au Conseil de sécurité des Nations unies les photographies aériennes prises par un avion U2 américain, prouvant que l'URSS a installé des missiles à Cuba (Crise de Cuba).
- 1966 : Lon Nol est nommé Premier ministre du Cambodge.
- 1971 : la république populaire de Chine devient membre permanent avec droit de blocage au Conseil de sécurité des Nations unies en lieu et place de la république libre de Chine (Taïwan).
- 1973 : un cessez-le-feu demandé par l'ONU met fin à la guerre du Kippour.
- 1980 : adoption de la Convention de La Haye.
- 1983 : invasion de la Grenade par les États-Unis.
- 1994 : le Vatican annonce l'établissement de relations officielles avec l'OLP[1].
- 1997 : Denis Sassou-Nguesso redevient président de la république du Congo.

### XXIesiècle
- 2015 :
  - élection présidentielle en Côte d'Ivoire.
  - élections présidentielle et législative en Argentine.
  - élections présidentielle et législative en Haïti.
  - second tour de l’élection présidentielle au Guatemala.
  - élections parlementaires en Pologne.
  - élections présidentielle et législative en Tanzanie.
- 2017 : Sophia devient le premier robot à avoir une nationalité, en l'occurrence la nationalité saoudienne.
- 2018 : Sahle-Work Zewde devient présidente de l'Éthiopie.

- 2020 :

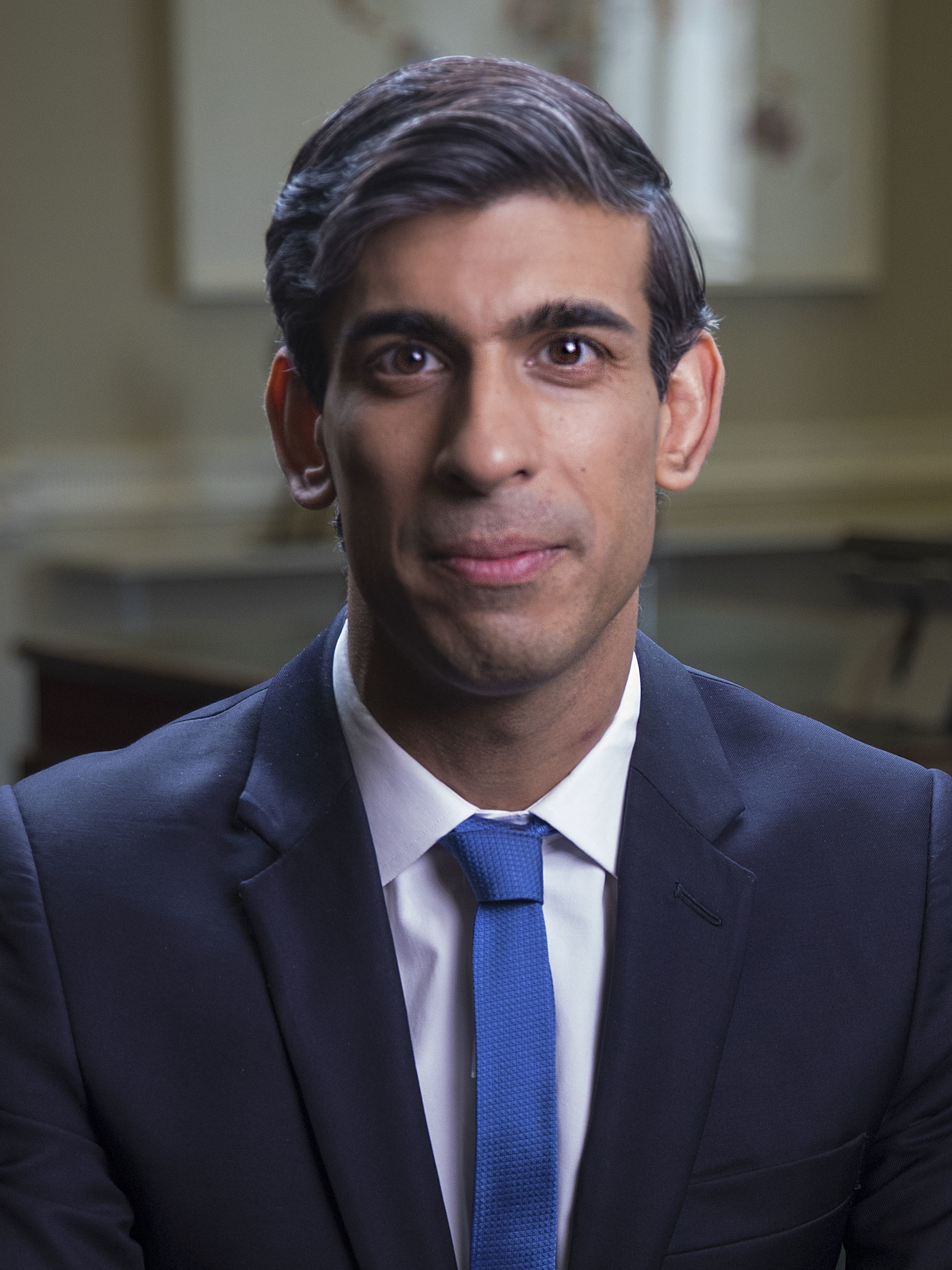
Rishi Sunak

  - au Chili, un référendum a lieu pour se prononcer sur un changement de Constitution, remplaçant celle adoptée en 1980. Les Chiliens choisissent de doter leur pays d'une assemblée constituante entièrement élue[2].
  - en Lituanie, le second tour des élections législatives a lieu afin d'élire pour quatre ans les 138 députés des 141 députés de la 8e législature du Seimas. Contrairement aux précédentes élections, cependant, la TS-LKD s'impose au second tour[3].
- 2022 : au Royaume-Uni, Rishi Sunak (photo) succède à Liz Truss comme Premier ministre du Royaume-Uni, au lendemain de son élection comme chef du Parti conservateur ; le mandat de cette dernière est le plus court de l’histoire britannique[4].

## Arts, culture et religion
- 1656 : par procuration datée de ce jour, le clerc Henry Le Bret accepte sa nomination du 27 septembre comme chanoine auprès de l'évêque de Montauban Pierre de Bertier, tout en louant par écrit les prouesses en duels de feu son ami Cyrano de Bergerac, et avant d'imprimer bientôt ce dernier.
- 1912 : création de la première version de Ariane à Naxos, opéra de Richard Strauss, à Stuttgart (Allemagne).
- 1946 : création du Centre national de la cinématographie en France.
- 2018 : Oleh Sentsov, emprisonné en Russie, reçoit le prix Sakharov 2018 du Parlement européen.

## Sciences et techniques
- 1991 : premier vol de l’Airbus A340 au-dessus de Toulouse Blagnac[5].
- 2022 : une éclipse solaire partielle est visible sur une partie de l'Eurasie[6].

## Économie et société
- 2023 :
  - aux États-Unis, une fusillade fait 18 morts et 13 blessés dans la ville de Lewiston, dans le Maine[7].
  - au Mexique, l'ouragan Otis, de catégorie 5, fait 39 morts et cause des dégâts majeurs dans la ville d'Acapulco[8].

## Naissances

### XVIesiècle
- 1574 : François d'Escoubleau de Sourdis, prélat français († 8 février 1628).

### XVIIIesiècle
- 1755 : François Joseph Lefebvre, militaire français († 14 septembre 1820).
- 1767 : Benjamin Constant, homme politique et écrivain franco-suisse († 8 décembre 1830).
- 1792 : Jeanne Jugan, religieuse chrétienne bretonne devenue sainte († 28 août 1879).
- 1800 : Thomas Babington Macaulay, poète, historien et homme politique britannique († 28 décembre 1859).

### XIXesiècle
- 1802 : Jos Montferrand, homme fort québécois († 4 octobre 1864).
- 1804 : Léon Dombre, ingénieur français († 21 janvier 1886).
- 1806 : Max Stirner (Johann Kaspar Schmidt dit), philosophe allemand († 26 juin 1856).
- 1811 : Évariste Galois, mathématicien français († 31 mai 1832).
- 1815 : Camillo Sivori, compositeur italien († 19 février 1894).
- 1825 : Johann Strauss fils, compositeur et chef d'orchestre autrichien († 3 juin 1899).
- 1827 : Marcellin Berthelot, chimiste, historien des sciences et homme politique français († 18 mars 1907).
- 1838 : Georges Bizet (Alexandre-César-Léopold Bizet dit), compositeur français († 3 juin 1875).
- 1856 : Paul d'Ivoi, romancier français († 6 septembre 1915).
- 1864 : John Francis Dodge, industriel américain († 14 janvier 1920).
- 1873 : Léonard Chambonnaud, professeur d'études techniques français († 28 mai 1953).
- 1877 : Maurice Lacoin, ingénieur, industriel et homme d'affaires français († 13 mai 1963).
- 1879 : Fritz Haarmann, tueur en série allemand († 15 avril 1925).
- 1881 : Pablo Picasso, peintre espagnol († 8 avril 1973).
- 1883 : Yvonne Vernon, romancière française († 1er août 1918).
- 1885 : Xavier Lesage, cavalier français spécialiste du dressage, double champion olympique en 1932 († 3 août 1968).
- 1886 : 
  - Leo Grattan Carroll, acteur britannique († 16 octobre 1972).
  - Karl Polanyi, économiste, historien et anthropologue hongrois († 23 avril 1964).
- 1888 : Richard Byrd, explorateur polaire, aviateur et militaire américain († 11 mars 1957).
- 1889 : 
  - Abel Gance (Abel Eugène Alexandre Perthon dit), metteur en scène français († 10 novembre 1981).
  - Laure Gaudreault, pionnière québécoise du syndicalisme enseignant († 22 janvier 1975).
- 1894 : Claude Cahun (Lucy Schwob dite), photographe française († 8 décembre 1954).
- 1895 : Levi Eshkol (לוי אשכול), homme politique israélien, 3e Premier ministre d’Israël de 1963 à 1969 († 26 février 1969).
- 1899 : Micheál MacLiammóir (en) (Alfred Willmore, devenu), acteur, imprésario et écrivain britanno-irlandais († 6 mars 1978).

### XXesiècle
- 1900 : Bel Hadj El Maafi, imam et résistant français et algérien († 22 février 1999).
- 1908 : Adílio Daronch, bienheureux jeune martyr brésilien († 21 mai 1924).
- 1909 : Jean-Paul Le Chanois (Jean-Paul Dreyfus dit), réalisateur et scénariste français († 8 juillet 1985).
- 1912 :
  - Minnie Pearl (Sarah Ophelia Colley Cannon dite), comédienne américaine († 4 mars 1996).
  - Luigi Raimondi, prélat italien († 24 juin 1975).
- 1913 : Klaus Barbie, criminel de guerre allemand († 25 septembre 1991).
- 1918 : Greig Stewart « Chubby » Jackson, contrebassiste américain († 1er octobre 2003).
- 1920 : Geneviève de Gaulle-Anthonioz, résistante française († 14 février 2002).
- 1921 : Michel Ier, 3e roi de Roumanie, de 1927 à 1930 et de 1940 à 1947 († 5 décembre 2017).
- 1922 : 
  - Gloria Lasso (Rosa Coscolin Figueras dite), chanteuse d'origine espagnole († 4 décembre 2005).
  - Joseph Sardou, prélat français († 19 septembre 2009).
- 1923 :
  - Jean Duceppe, comédien canadien († 7 décembre 1990).
  - Achille Silvestrini, prélat italien († 29 août 2019).
- 1928 :
  - Jeanne Cooper, actrice américaine († 8 mai 2013).
  - Anthony Franciosa, acteur américain († 19 janvier 2006).
  - Paulo Mendes da Rocha, architecte brésilien († 23 mai 2021).
  - Peter Naur, informaticien danois († 3 janvier 2016).
  - Marion Ross (Marian Eileen Ross dite), actrice américaine.
  - Yakov Rylskiy, escrimeur soviétique, double champion olympique († 9 décembre 1999).
- 1929 : Roger Tayler, astrophysicien et cosmologiste britannique († 23 janvier 1997).
- 1931 : Annie Girardot, actrice française († 28 février 2011).
- 1932 : Jerzy Pawłowski, escrimeur polonais, champion olympique et du monde († 11 janvier 2005).
- 1935 : 
  - Lin Xiling (林希翎 en chinois, née Cheng Hai Guo), militante chinoise († 21 septembre 2009).
  - Rusty Schweickart (Russell Louis Schweickart dit), astronaute américain.
- 1936 : Bernard Thomas, journaliste, critique de théâtre, chroniqueur et écrivain français, romancier et essayiste († 12 janvier 2012).
- 1938 : Robert Webster, plongeur américain, double champion olympique.
- 1939 : Robin Spry, réalisateur, scénariste et producteur canadien († 28 mars 2005).
- 1940 : Robert Montgomery « Bob » Knight, entraîneur de basketball américain  († 1er novembre 2023).
- 1941 : Helen Reddy, chanteuse et actrice australienne († 29 septembre 2020).
- 1944 : Jon Anderson, chanteur britannique du groupe Yes.
- 1945 : 
  - Youcef Dris (ادريس يوسف), journaliste et écrivain algérien.
  - Idir (Hamid Cheriet dit), artiste et chanteur algérien kabyle († 2 mai 2020).
- 1948 : 
  - David William « Dave » Cowens, basketteur américain.
  - Dan Gable, lutteur américain, champion olympique.
- 1949 : 
  - Victorine Dakouo, femme politique malienne.
  - Réjean Houle, joueur et administrateur québécois de hockey sur glace.
- 1950 : Christopher Ward « Chris » Norman, chanteur britannique.
- 1951 : Jean-Pierre Morin, sculpteur canadien.
- 1952 : Samir Geagea (سمير جعجع), homme politique libanais.
- 1954 : Laura Łącz, actrice et écrivaine polonaise.
- 1955 : Matthias Jabs, musicien allemand, guitariste du groupe Scorpions.
- 1956 :
  - Jamie Livingston, photographe américain († 25 octobre 1997).
  - Andrew Joseph « Andy » McGaffiga, joueur de baseball américain.
- 1957 : 
  - Nancy Cartwright, actrice américaine.
  - Nilda Fernández (Daniel Fernández dit), auteur-compositeur-interprète espagnol, catalan, français († 19 mai 2019).
- 1958 : Kornelia Ender, nageuse est-allemande.
- 1961 : Chadwick Gaylord « Chad » Smith, musicien américain, batteur du groupe Red Hot Chili Peppers.
- 1963 : Tracy Nelson, actrice américaine.
- 1964 :
  - Maxi Mounds, modèle, strip-teaseuse et actrice pornographique américaine.
  - Michael Boatman, acteur américain.
  - Dan Mathews, écrivain américain, vice-président de PETA.
  - Nathalie Simon, véliplanchiste et animatrice de télévision française.
- 1965 : Mathieu Amalric, acteur et réalisateur français.
- 1966 : 
  - Wendel Clark, hockeyeur professionnel canadien.
  - Lionel Charbonnier, joueur de football professionnel français, champion du monde 1998.
- 1967 : Maik Landsmann, coureur cycliste allemand, champion olympique.
- 1968 :
  - Gilles Jacquier, journaliste de guerre de France Télévisions († 11 janvier 2012).
  - Patricia Paquin, actrice et animatrice québécoise.
- 1969 : 
  - Martin Cloutier, humoriste et acteur québécois.
  - Oleg Salenko, joueur de football russo-ukrainien.
- 1970 : 
  - Adam Goldberg, acteur et cinéaste américain.
  - Daniel Roby, réalisateur, scénariste et producteur québécois.
- 1971 :
  - Pedro Martínez, joueur de baseball dominicain.
  - Jeremy McGrath, pilote moto américain.
- 1973 : Lamont Bentley, acteur et rappeur américain († 19 janvier 2005).
- 1975 : Noémie Godin-Vigneau, actrice canadienne.
- 1976 : Sonja Peters, joueuse de tennis handisport néerlandaise.
- 1977 : Mitică Pricop, céiste roumain, champion olympique.
- 1979 :
  - Mariana Klaveno, actrice américaine.
  - Rosa Mendes (Milena Roucka dite), catcheuse américaine.
- 1980 : Laurie Cholewa, animatrice de télévision française.
- 1982 : Victoria Francés, peintre espagnole.
- 1983 : Nawell Madani, humoriste, animatrice et productrice belge.
- 1984 :
  - Katy Perry (Katheryn Elizabeth Hudson dite), chanteuse américaine.
  - Iván Ramis, footballeur espagnol.
- 1985 :
  - Ciara (Ciara Harris dite), chanteuse américaine.
  - David Denave, basketteur français.
- 1988 : Krista Marie Yu (en), actrice américaine.
- 1989 : Papa Arfang Senghor, écrivain sénégalais.
- 1992 : Clarisse Agbegnenou, judokate française.
- 1995 : Conchita Campbell, actrice canadienne.
- 1996 : Emira D'Spain, mannequin émiratie.
- 1999 : Romeo Langford, basketteur américain.

### XXIesiècle
- 2001 : Élisabeth princesse de Belgique.

## Décès

### Xesiècle
- 912 : Rodolphe Ier, roi de Bourgogne de 888 à 912 (° en 859).

### XIIesiècle
- 1154 : Étienne, roi d'Angleterre de 1135 à 1154 (° vers 1092).

### XIIIesiècle
- 1205 : Gauthier de Villebéon, grand chambellan de France (° vers 1130).

### XVesiècle
- 1415, au terme de la défaite française d'Azincourt face aux Anglais :
  - Charles Ier d'Albret, connétable de France (° décembre 1368).
  - Jean Ier, duc d'Alençon (° 1385).
  - Antoine de Brabant, comte de Rethel (° août 1384).
  - Édouard III, duc de Bar (° juin 1377).
  - Ferry Ier, comte de Vaudémont (° 1368).
  - Jean IV de Bueil, grand-maître des arbalétriers de France (° vers 1365).

### XVIIesiècle
- 1647 : Evangelista Torricelli, physicien et mathématicien italien (° 15 octobre 1608).
- 1653 : Théophraste Renaudot, journaliste et médecin français (° 1586).

### XVIIIesiècle
- 1714 : Sébastien Leclerc, peintre et ingénieur militaire français (° 26 septembre 1637).
- 1720 : Antoine-Charles de Gramont, militaire et diplomate français (° 1641)
- 1757 : Augustin Calmet, exégète et érudit lorrain (° 26 février 1672).
- 1793 : François-Armand de Saige, homme politique français, maire de Bordeaux de 1790 à 1793 (° 20 février 1734).

### XIXesiècle
- 1826 : Philippe Pinel, psychiatre français (° 20 avril 1745).
- 1833 : Félix Louis L'Herminier, pharmacien et naturaliste français (° 18 mai 1779).
- 1839 : Aimé Picquet du Boisguy, militaire français (° 15 mars 1776).
- 1865 : Christophe Alexis Adrien de Jussieu, homme politique français (° 10 août 1802).
- 1884 : Friedrich Dürck, peintre saxon (° 28 août 1809).
- 1886 :
  - Alexandre Abramov, général russe (° 28 août 1836).
  - Étienne Médal, homme politique français (° 15 octobre 1812).
  - François Mouly, sculpteur français (° 21 septembre 1846).
- 1889 : Émile Augier, poète et dramaturge français (° 17 septembre 1820).

### XXesiècle
- 1937 :
  - Benigno de Sainte Thérèse de l'Enfant-Jésus, carme italien (° 23 juillet 1909).
  - Vasyl Poraiko, homme d'État et avocat soviétique ukrainien (° 12 octobre 1888).
- 1941 : Robert Delaunay, peintre français (° 12 avril 1885).
- 1951 : Maria Kirillovna de Russie (Мария Кирилловна Романова), princesse puis grande-duchesse de Russie (° 2 février 1907).
- 1955 : Sadako Sasaki (佐々木 禎子), créateur d’origamis japonaise, victime symbolique de la première bombe atomique (° 7 janvier 1943).
- 1957 : Albert Anastasia (Umberto Anastasio dit), mafieux italo-américain (° 26 septembre 1902).
- 1960 : Henry George « Harry » Ferguson, manufacturier irlandais d'instruments aratoires (° 4 novembre 1884).
- 1963 : Roger Désormière, compositeur français (° 13 septembre 1898).
- 1968 :
  - Denis d'Inès (Joseph-Victor-Octave Denis dit), acteur français, sociétaire de la Comédie-Française (° 1er septembre 1885).
  - Jean Schlumberger, éditeur et écrivain français (° 26 mai 1877).
- 1973 : Abebe Bikila, marathonien éthiopien (° 7 août 1932).
- 1976 : Raymond Queneau, écrivain français de l'Académie Goncourt (° 21 février 1903)
- 1977 : Félix Gouin, homme politique français, président du Conseil de 1946 (° 4 octobre 1884).
- 1980 : Virgil Fox, organiste de concert américain (° 3 mai 1912).
- 1984 : Pascale Ogier (Pascale Nicolas dite), actrice française (° 26 octobre 1958)
- 1986 : Forrest Tucker, acteur américain (° 12 février 1919).
- 1989 :
  - Mary McCarthy, journaliste et romancière américaine (° 21 juin 1912).
  - Gerard Walschap, écrivain néerlandais (° 9 juillet 1898).
- 1990 : Norge (Georges Mogin dit), poète belge (° 2 juin 1898).
- 1991 : Bill Graham (Wulf Wolodia Grajonca dit), promoteur de spectacles américain (° 8 janvier 1931).
- 1992 : Roger Miller, chanteur et compositeur américain de musique country (° 2 janvier 1936).
- 1993 : Vincent Price, acteur américain (° 27 mai 1911).
- 1994 : Mildred Natwick, actrice américaine (° 19 juin 1905).
- 1995 : 
  - Viveca Lindfors, actrice américaine d’origine suédoise (° 29 décembre 1920).
  - Robert Larimore « Bobby » Riggs, joueur de tennis américain (° 25 février 1918).
- 1997 : 
  - Nina Catach, linguiste et historienne française (° 14 juillet 1923).
  - Tina Lattanzi, actrice italienne (° 5 décembre 1897).
  - Jamie Livingston, photographe américain (° 25 octobre 1956).
- 1998 : 
  - Geoffrey Clough Ainsworth, mycologue et historien des sciences britannique (° 9 octobre 1905).
  - Dick Higgins, poète, compositeur et écrivain américain (° 15 mars 1938).
  - Susan Strange, économiste, professeur d'université et politologue britannique (° 9 juin 1923).
- 1999 : 
  - Christophe Niesser, footballeur français (° 17 juillet 1966).
  - Payne Stewart, golfeur américain (° 30 janvier 1957).

### XXIesiècle
- 2001 : Soraya Esfandiari Bakhtiari (ثریا اسفندیاری بختیاری), reine consort d'Iran de 1951 à 1958, deuxième épouse du shah Mohammad Reza Pahlavi (° 22 juin 1932).
- 2002 :
  - Micheline Cheirel (Micheline Truyen Leriche dite), actrice française (° 12 avril 1917).
  - Christine Gouze-Rénal, productrice de télévision française (° 30 décembre 1914).
  - Richard Harris, acteur irlandais (° 1er octobre 1930).
  - René Thom, mathématicien et épistémologue français (° 2 septembre 1923).
- 2003 : Josef Wagner, cycliste sur route suisse (° 24 avril 1916).
- 2004 : John Peel (John Robert Parker Ravenscroft dit), journaliste et disc-jockey britannique (° 30 août 1939).
- 2007 : Puntsagiin Jasrai, homme politique mongol (° 26 novembre 1933).
- 2008 : 
  - Gérard Damiano, réalisateur américain (° 4 août 1928).
  - Yvonig Gicquel, historien, économiste et militant français (° 26 juin 1933).
  - Muslim Magomayev, baryton azerbaïdjanais (° 17 août 1942).
- 2009 : 
  - Remo Forlani, critique de cinéma (° 12 février 1927).
  - René Marigil, cycliste sur route espagnol (° 24 octobre 1928).
- 2010 : Gregory Isaacs, chanteur jamaïcain (° 15 juillet 1951).
- 2011 : Liviu Ciulei, acteur et réalisateur roumain (° 7 juillet 1923).
- 2012 : 
  - Aude (Claudette Charbonneau-Tissot dite), écrivaine canadienne (° 22 juin 1947).
  - Jacques Barzun, historien et philosophe américain (° 30 novembre 1907).
  - Jaspal Bhatti, acteur indien (° 3 mars 1955).
  - John Connelly, footballeur anglais (° 10 juillet 1938).
  - Aung Gyi, homme politique birman (° 16 février 1919).
  - Emanuel Steward, boxeur américain (° 7 juillet 1944).
- 2013 : Marcia Wallace, actrice américaine spécialisée dans le doublage (° 1er novembre 1942)
- 2014 : John Symon Asher « Jack » Bruce, musicien et compositeur écossais du groupe Cream (° 14 mai 1943).
- 2019 : Abou Bakr Al-Baghdadi, chef de l'organisation État Islamique, éliminé en Syrie lors d'un raid américain (° 28 juillet 1971).
- 2021 :
  - Abdelmajid Chaker, homme politique tunisien (° 23 mars 1927).
  - Willie Cobbs, chanteur-harmoniciste-guitariste de blues américain (° 15 juillet 1932).
  - Fófi Gennimatá, femme politique grecque (° 17 novembre 1964).
  - Jean-Claude Guibal, homme politique français (° 13 janvier 1941).
  - Julius Natterer, ingénieur allemand (° 5 décembre 1938).
  - Aleksandar Shalamanov, footballeur et skieur bulgare (° 4 septembre 1941).
- 2022 : 
  - Jules Bass, producteur, réalisateur et compositeur américain (° 16 septembre 1935).
  - Othman Battikh, universitaire, religieux et homme politique tunisien (° 17 avril 1941).
  - Mike Davis, écrivain, activiste politique, théoricien urbain, géographe et historien américain (° 10 mars 1941).
  - Pierre Soulages, artiste peintre français devenu centenaire (° 24 décembre 1919).
- 2023 : 
  - Jean-Paul Bourre, écrivain et journaliste de presse et de radio français (° 17 novembre 1946).
  - Giórgos Grammatikákis, physicien, universitaire, écrivain et homme politique grec (° 21 mai 1939).
  - Robert Irwin, artiste américain d'installations (° 12 septembre 1928).
  - Abdel Kharrazi, footballeur marocain (° 20 septembre 1976).
  - Youcef Khatib, médecin, militant nationaliste algérien (° 19 novembre 1932).
  - Zdeněk Mácal, chef d'orchestre tchécoslovaque puis tchèque (° 8 janvier 1936).
  - Anderl Molterer, skieur alpin autrichien (° 8 octobre 1931).
  - Wanda Półtawska, psychiatre polonaise (° 2 janvier 1921).
  - Ed Sandford, hockeyeur sur glace canadien (° 20 août 1928).
  - Yūji Tsushima, homme politique japonais (° 24 janvier 1930).

## Célébrations

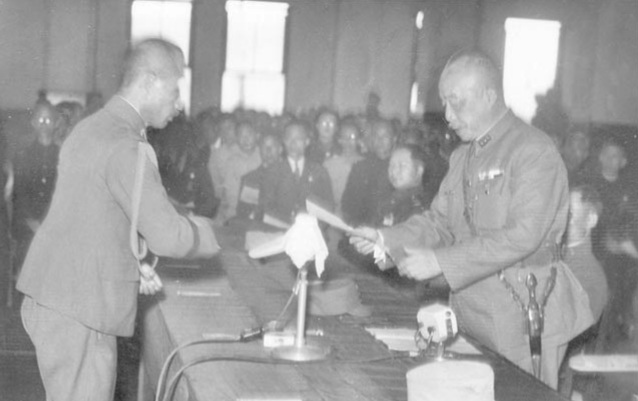
Signature de la rétrocession de Taïwan par son occupant japonais le 25 octobre 1945

- Conseil de l'Europe : journée européenne de la justice.
- La journée mondiale des pâtes, elle est célébrée depuis 1995 à l'initiative de l'IPO (International Pasta Organisation)
- Euzkadi du sud-ouest ou Communauté autonome du Pays basque (Espagne voire partie nord-est en France et autres diasporas) : Euskadi Eguna ou « jour du Pays basque » (depuis / en 2011 et 2012).
- Kazakhstan : jour de la République[9].
- Roumanie : journée de l'armée roumaine.
- Taïwan : jour de la rétrocession / 光復節 commémorant la fin de l'occupation japonaise en 1945 (photo ci-contre).

### Saints des Églises chrétiennes

#### Catholiques et orthodoxes
Saints du jour, :
- Arduin († 627), confesseur à Ceperano.
- Ausiac († IVe siècle), prêtre à Bayeux.
- Caïdoc († VIe siècle), confesseur dans l'Ulster.
- Capuan († 694), évêque de Cahors.
- Celsin († 532), prêtre, disciple de saint Remi, et fils de sainte Balsamie.
- Chrysante († 284), et sa femme Darie, martyrs à Rome.
- Crépin et Crépinien († 285), martyrs à Soissons, le 1er, patron des cordonniers.
- Doulchard († 584), moine puis ermite à Saint-Doulchard.
- Engracia († 715), et son frère Valentin, martyrs à Ségovie.
- Espain († IVe siècle), et ses frères, Loup, Bénin, Bié, Marcellin, Messain, Messauge, Géniteur, Principin et Tridoire, martyrs en Touraine.
- Front de Périgueux / Fronton, Frontus († 74, vers 100 ou entre les IIIe siècle et VIIIe siècle du n.s., ou en siècles et années équivalentes de l'a.s. d'avant Denys le Petit), évêque et évangélisateur du Périgord peut-être né au Ier siècle mais peut-être confondu avec Frontonis de Nitrie, sinon phonétiquement avec :
- Frutos († 715), ermite à Ségovie.
- Gaudence de Brescia († 410), évêque de Brescia[12].
- Gavin († 303), soldat et martyr à Torre en Sardaigne.
- Goueznou († 675), évêque de Saint-Pol-de-Léon.
- Ilère de Mende († 540) — ou « Hilaire » —, évêque de Mende.
- Lasrie († Ve siècle), confesseur dans le Munster, en Irlande.
- Loup († 470), évêque de Bayeux.
- Martyrios († 355), sous-diacre, et Marcien, chantre, martyrs à Constantinople.
- Miniat († 251), soldat martyr à Florence.
- Nice († 1000), abbé à Pontecorvo.
- Prote († 303), prêtre, et Janvier, diacre, martyrs à Torre, en Sardaigne.
- Saturnin († IIIe siècle), avec Claudien, Prime, Flavien, Zotique, Astier, Cher et Sature, en Afrique.
- Saturnin († VIe siècle), Canne, son épouse, Crallon, leur fils, et Hilaire, au pays de Galles.
- Théodose († 269), avec Lucius, Marc, Pierre, et leurs compagnons, martyrs à Rome.

#### Saints et bienheureux des Églises catholiques
Saints et béatifiés du jour :
- Albert de Sassoferrato (it) († 1350), camaldule.
- Bernard Calvo (en) († 1243), cistercien, puis évêque de Vich.
- Carlo Gnocchi († 1956), bienheureux prêtre italien.
- Clet († XIe siècle), diacre à Tivoli.
- Quarante martyrs d'Angleterre et du pays de Galles († entre 1535 et 1679), Catholiques martyrisés en Angleterre et au Pays de Galles.
- Louis d'Arnstein († 1180), prémontré.
- Marguerite de Højelse († 1176), aristocrate danoise.
- Marie-Thérèse Ferragud Roig († 1936), bienheureux laïque espagnole morte martyre lors de la guerre civile espagnole avec ses 4 filles.
- Récarède Centelles Abad († 1936), bienheureux prêtre espagnol mort martyr lors de la guerre civile espagnole.
- Thaddée MacCarthy († 1492), évêque de Cork et de Cloyne en Irlande.

#### Saints orthodoxes
Outre les saints œcuméniques voire pré-schismatiques ci-avant, aux dates parfois "juliennes" / orientales... 

### Prénoms
Bonne fête aux Crépin, et son diminutif Crépinien.
Et aussi aux :
- Chrysanthe,
- Daria et ses variantes : Dariane, Darie, Darina, Dario et Doria.
- Aux Enguerrand et ses variantes : Angueran, Anguerrand, Engerand, Engueran, Enguerand et Enguerran.
- Aux Front voire Fronton, Frontonis, Frontus,
- Frutos ;
- Gaudence (comme quelques jours plus tôt),
- Gouenou, Gouénou, Gwenou, Gwénou etc. (voir Goueznou ci-avant et qqes jours plus tôt également et semaines plus tard).
- Aux Hilaire et ses diminutifs et variantes : Hilaria, Hilario, Hilarion, Hillary, Ilaria, Ilario.

## Traditions et superstitions

### Dicton du jour
- « À la saint-Crépin, les mouches voient leur fin. »[13]

### Astrologie
- Signe du Zodiaque : 3e jour du Scorpion.

## Toponymie
- Plusieurs voies, places, sites ou édifices de pays ou provinces francophones contiennent la date du jour dans leur nom : voir Vingt-Cinq-Octobre.